# Theta1 Serpentis
Theta1 Serpentis (Alya, Alga, Dzaneb al Haiyet, Cauda Serpentis, 63 Serpentis) é uma estrela na direção da constelação de Serpens. Possui uma ascensão reta de 18h 56m 13.16s e uma declinação de +04° 12′ 12.7″. Sua magnitude aparente é igual a 4.62. Considerando sua distância de 132 anos-luz em relação à Terra, sua magnitude absoluta é igual a 1.59. Pertence à classe espectral A5V.